# Mesochorus recurvatus
Mesochorus recurvatus là một loài tò vò trong họ Ichneumonidae.